# Рябов, Самойла
Само́йла Ря́бов (1813 — не ранее 1880) — русский солдат, участник Кавказской войны.
Происходил из удельных крестьян деревни Симикиной Моршанского уезда Тамбовской губернии. Поступил на военную службу по рекрутскому набору в 1833 г. и был зачислен в Апшеронский пехотный полк.
Летом 1835 г. был направлен со своим полком под командой генерала Клюки-фон-Клугенау к реке Сулак для устройства переправы и выдержал тяжёлый бой с горцами. Основав при переправе укрепление Евгеньевское, Апшеронский полк вернулся на постоянные квартиры в Темир-Хан-Шуру. В конце 1836 г. Рябов с полком, состоя в отряде генерала Фези совершил экспедицию в Чечню, где был всю зиму занят «усмирением взбунтовавшихся аулов». Весной 1837 г. Апшеронский полк был направлен в Аварию, в аул Хунзах, где Рябов до 1839 г. нёс гарнизонную службу.
В кампании 1839 г. три батальона Апшеронского полка были отправлены в отряд генерала П. Х. Граббе и находились при осаде Ахульго. Во время штурма Ахульго наибольшие потери понесли 11-я и 12-я роты Апшеронского полка; но сам Рябов, состоя в 11-й роте, не был даже ранен. За отличие при штурме Ахульго Рябов был награждён знаком отличия военного ордена св. Георгия за № 74554. По окончании этого похода Рябов был произведён в унтер-офицеры и с 1840 по 1843 гг. в учебной команде своего полка. Вернувшись в августе 1843 г. в свою 11-ю роту 4-го батальона, Рябов был направлен в аул Цатаных, где его рота (170 человек), кавалерийская полусотня и 2 орудия под общей командой капитана Дементьева составила гарнизон основанного укрепления.
3 сентября 1843 г. укрепление было окружено многотысячным скопищем горцев во главе с Шамилем. 5 сентября, после двухдневного жаркого боя, укрепление Цатаных было взято штурмом. Уцелевшие защитники числом около 25 человек (среди них был и раненый Рябов) были захвачены в плен. Проведя два месяца в плену, в начале ноября Рябов бежал; после нескольких дней скитаний по горам без пищи, вышел к русскому военному посту и был отправлен в Темир-Хан-Шуру. После проведённого дознания выяснилось, что Рябов оказался единственным выжившим защитником Цатаныха. Зачисленный в лучшую в полку гренадерскую роту, Рябов через год, за неспособностью из-за недолеченных ран служить в строю, был переведён в подвижную инвалидную команду № 97; в 1849 году назначен в Ставропольскую комиссариатскую комиссию и оттуда в 1857 г. уволен в звании старшего вахтёра в бессрочный отпуск.
В 1880 г. надворный советник А. В. Державин записал в Ставрополе рассказ Самойлы Рябова о его боевой службе на Кавказе и падении укрепления Цатаных. Этот рассказ был опубликован в 18-м томе «Кавказский сборник» за 1897 год. Рассказ Рябова является одним из крайне немногочисленных источников по истории войны на Кавказе, принадлежащих нижним чинам Кавказской армии.